# 프란치스코 데 보르자

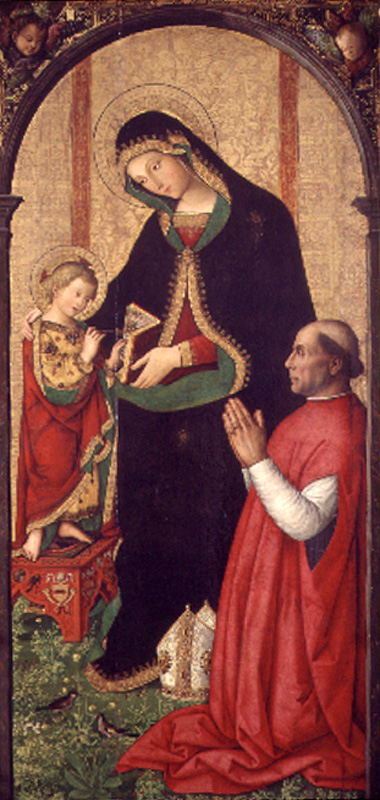
핀투리키오가 그린 성모자에게 경배하는 프란시스코 데 보르하 추기경

프란시스코 데 보르하(Francisco de Borja, 1441년 – 1511년 11월 4일)는 스페인 가톨릭교회의 추기경이자 교황 알렉산데르 6세의 조카이다.
프란시스코 데 보르하는 스페인 하비타 태생으로 발렌시아 주교좌 성당의 의전사제장이 되었다. 삼촌인 로드리고 보르하가 1492년 열린 콘클라베에서 교황 알렉산데르 6세로 선출된 후, 프란치스코는 로마로 불려가 교황청 서기장으로 임명되었다. 1493년 9월 20일에는 교황청 회계원장을 역임하였다. 1495년 8월 19일 테아노의 교구장 주교로 임명되었으며, 1508년 6월 5일까지 재직하였다. 1500년 9월 28일 교황 알렉산데르 6세는 프란치스코를 인펙토레 추기경으로 지명하였으며, 10월 2일 정식으로 추기경으로 지명한다고 선포하였다. 10월 5일 프란치스코는 산타 체칠리아 인 트라스테베레 성당의 추기경으로 서임되었다.
1501년 프란시스코는 캄파냐의 교황특사로 파견되었으며 6월 22일 로마로 돌아와 교황령 영토인 로카디파파와 콜론나를 영지로 하사받았다. 1502년 프란치스코는 페라라에서 열린 루크레치아 보르자와 알폰소 데스테의 혼인미사를 집전하였으며, 루크레치아의 어린 아들인 조반니 보르자의 가정교사로 위탁되었다.
1503년 1월부터 1504년까지 프란치스코는 교황 궁무처장에 머물렀으며, 1506년 8월 11일 산티 네로 에 아칠레오 성당의 소유권을 획득하였다.
프란시스코는 다른 추기경들과 함께 페라라에서 교황 율리오 2세에 반대하며 그를 끌어내기 위한 일련의 음모를 계획하였다. 1511년 3월 16일 그는 교황을 폐위시키고자 시도했던 피사 공의회를 개최하였다. 그 결과 프란치스코는 1511년 10월 24일 교황 율리오 2세에 의해 추기경 지위에서 해임되었으며 파문을 당하였다. 프란치스코와 함께 피사 공의회에 참석한 다른 추기경들도 예외 없이 모조리 파문되었다. 그러나 프란치스코와는 달리 그들은 오래 살아서 결국 사면을 받았고 1513년 교황 레오 10세에 의해 추기경직에 복직되었다.

## 같이 보기
- 보르자가